# Pseudaleuria fibrillosa
Pseudaleuria fibrillosa är en svampart som först beskrevs av George Edward Massee, och fick sitt nu gällande namn av J. Moravec 2003. Pseudaleuria fibrillosa ingår i släktet Pseudaleuria och familjen Pyronemataceae.   Inga underarter finns listade i Catalogue of Life.
I den svenska databasen Dyntaxa används istället namnet Cheilymenia fibrillosa för samma taxon.  Arten är reproducerande i Sverige.